# Tschechoslowakischer Pavillon auf der Expo 1958

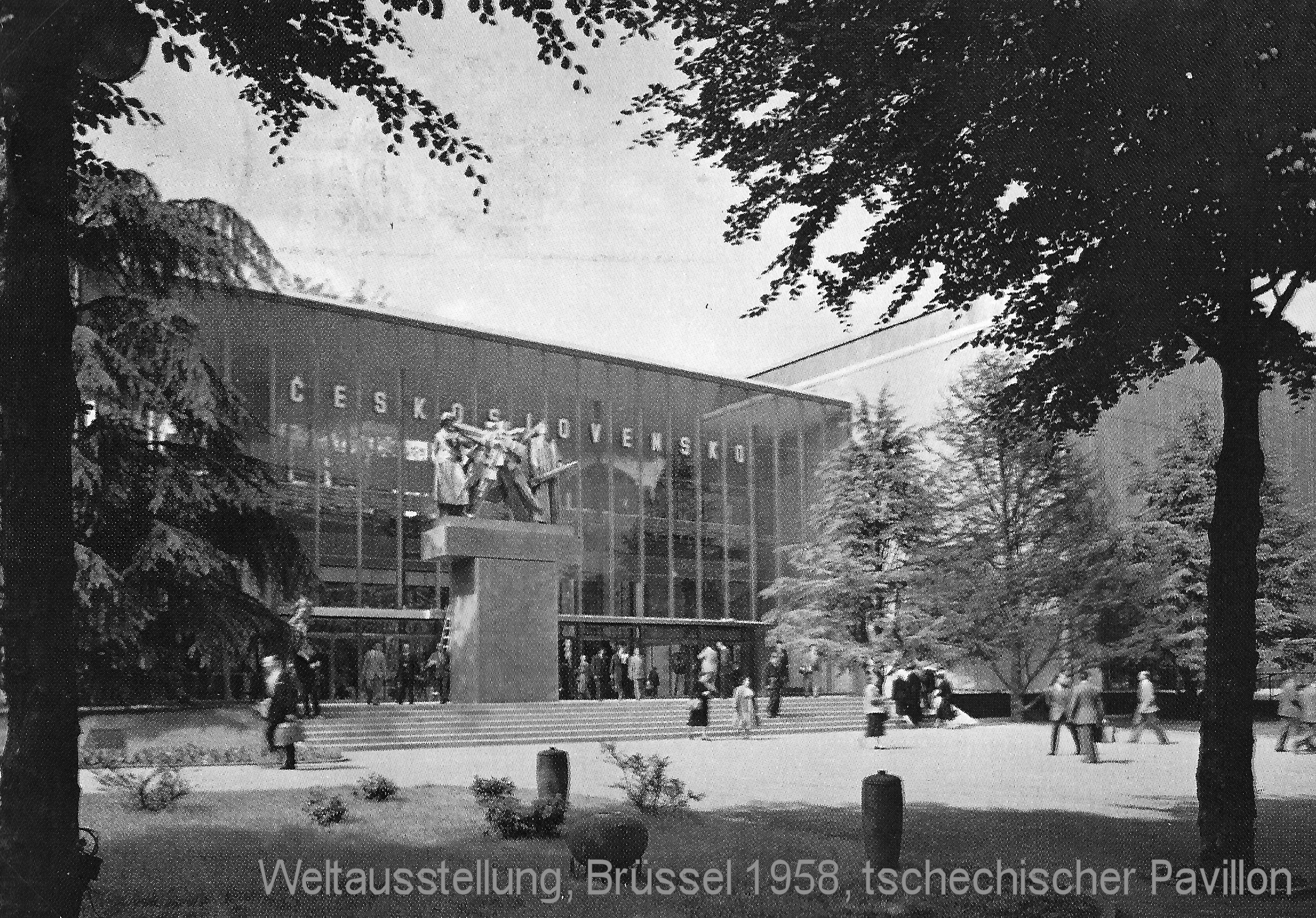
Eingang zum tschechoslowakischen Pavillon in Brüssel

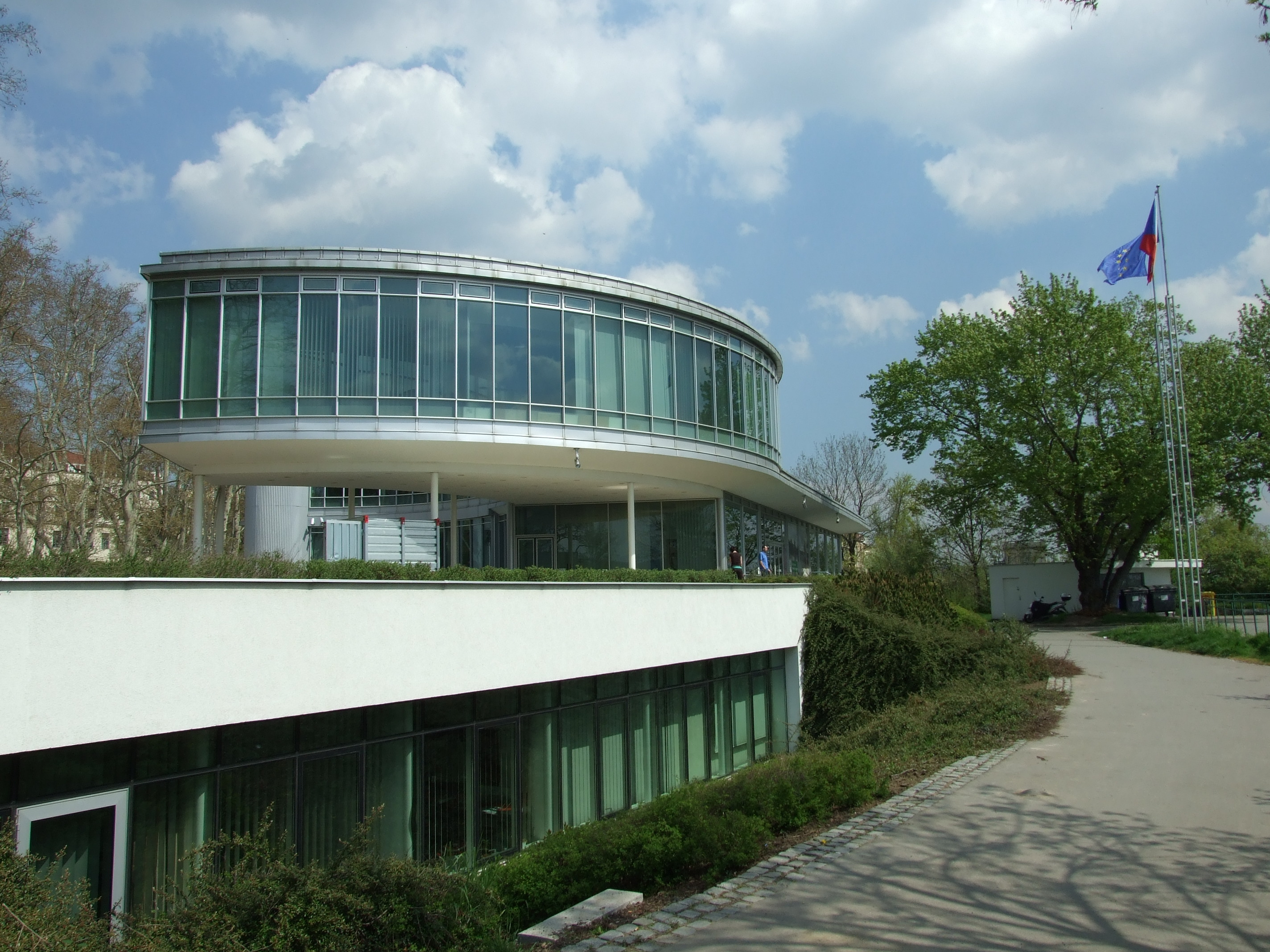
Transloziertes Restaurant des tschechoslowakischen Pavillons der Expo 58, im Letná-Park (Prag-Holešovice, 2008)

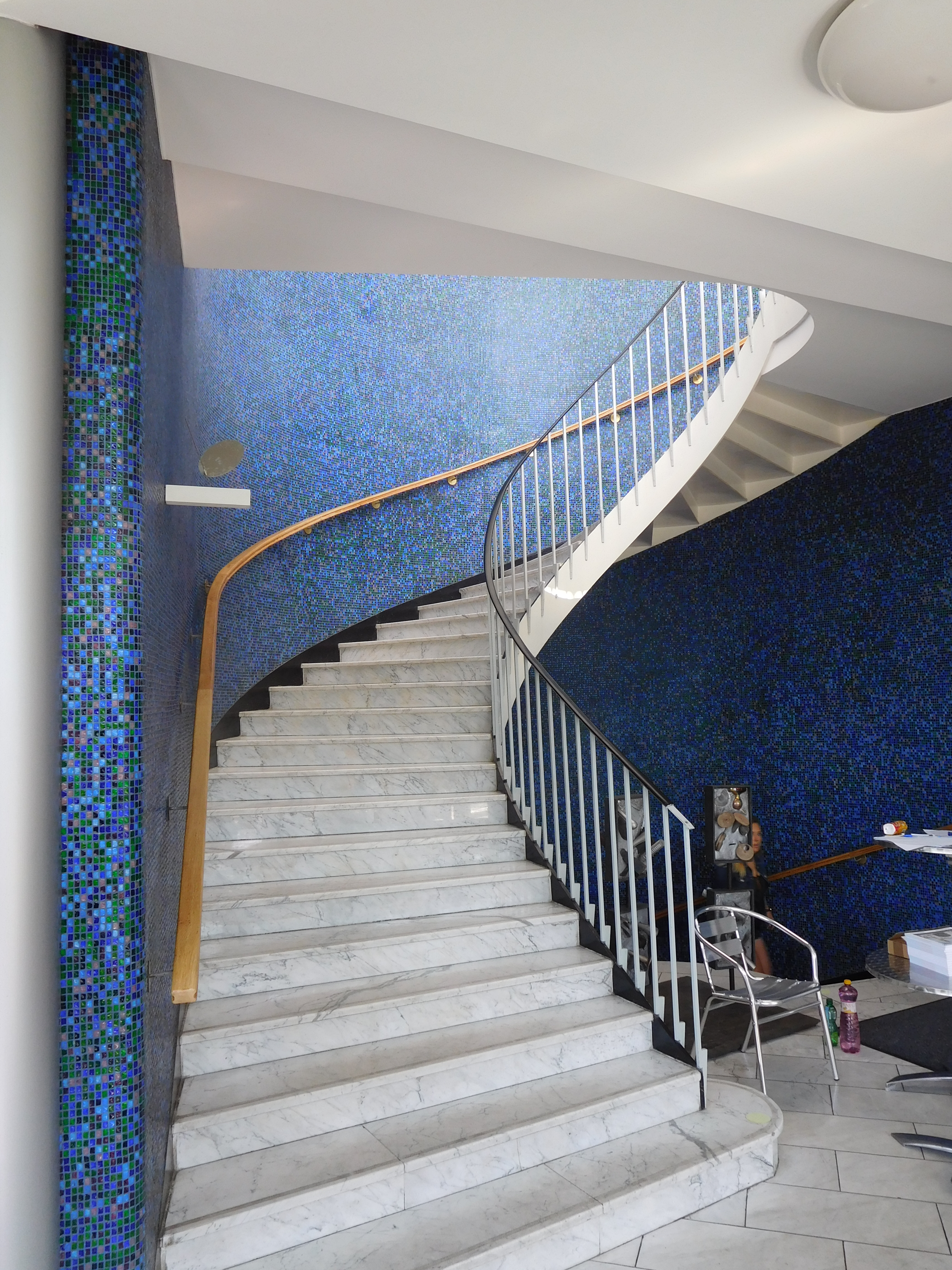
Treppenhaus des Restaurants

Der Tschechoslowakische Pavillon auf der Expo 1958 wurde für die erste Weltausstellung nach dem Zweiten Weltkrieg, die 1958 in Brüssel stattfand, von den Architekten František Cubr, Josef Hrubý und Zdeněk Pokorný entworfen. Nachdem das Ausstellungsgebäude auf der Expo 58 den Golden Star Award für die Architektur und 13 weitere Preise gewonnen hatte, entschloss man sich, den modular aufgebauten Pavillon zu translozieren und an zwei verschiedenen Orten in Prag der Bevölkerung zugänglich zu machen.

## Baugeschichte
Nachdem 1955 beschlossen wurde, dass sich die Tschechoslowakei mit einem eigenen Ausstellungspavillon an der Weltausstellung 1958 in Brüssel beteiligen wird, erhielt Jindřich Santar den Auftrag, ein Ausstellungskonzept zu entwickeln. Man entschloss sich, in zwölf Teilausstellungen das Leben in der Tschechoslowakei zu thematisieren.
Der Ausstellungspavillon sollte auf einer dreieckigen Fläche im Parc Osseghem, gegenüber dem sowjetischen Pavillon am Eingang des Expo-Ausstellungsgeländes errichtet werden. Den ausgeschriebenen Architekturwettbewerb für das Messeprojekt gewannen 1956 die Architekten vom Nationalen Institut für Bauprojekte in Städten und Dörfern František Cubr, Josef Hrubý und Zdeněk Pokorný. Durch die solitäre Lage inmitten der gewachsenen Parklandschaft begünstigt, gelang es den Architekten ein eigenständiges, modulares Architekturkonzept zu entwickeln, ohne auf die Beeinflussung durch andere Pavillons Rücksicht nehmen zu müssen. Um das Thema des tschechoslowakischen Beitrags zur Weltausstellung "Ein Tag in der Tschechoslowakei" mit den Schwerpunkten Industrie – Freizeit – Kunst und Kultur umsetzen zu können, entschlossen sich die Architekten, die Ausstellung in abgeschlossenen architektonischen Modulen zu präsentieren.
Neben Ausstellungsräumen plante der Architekt Josef Hrubý auch den Bau eines lichtdurchlässigen Restaurantgebäudes mit einer großzügiger Terrasse, das im Innenhof des Ausstellungspavillons mit Blick in den Parc Osseghem errichtet werden sollte. Hrubý, ein Vertreter des tschechischen Funktionalismus, der bereits 1939 das renommierte Prager Kaufhaus Bílá labuť entworfen hat, plante als Restaurant eine halbrunde, vollverglastes Stahlkonstruktion. Der eigentliche, L-förmige, streng geometrische Ausstellungspavillon besaß an den Eckpunkten des Gebäudes kubische, mattverglaste Baukörper, die durch gläserne Brückenelemente miteinander verbunden wurden.

## Auszeichnungen
Die Jury der Weltausstellung vergab den Golden Star Award für die Architektur des tschechoslowakischen Ausstellungsgebäudes, das von über 6 Millionen Besuchern besichtigt wurde. Besonders überzeugte das modulare und funktionalistische Baukonzept, das eine leichte Stahl- und Stahlbetonkonstruktion mit einer großflächigen Verglasung mit Schaumglas – einer Mischung aus zerkleinertem Glas mit Kalkstein – und Polycarbonatkunststoff, verband.
Darüber hinaus wurden noch 13 weitere Hauptpreise für die tschechoslowakische Präsentation auf der Expo 58 vergeben, u. a. für das Innendesign, die Möbel, die Multimediashows der Laterna Magika und des Diapolyekran, für Karel Zemans Film Die Erfindung des Verderbens sowie die New Age-Skulptur ('Nový vek'), die sich heute vor dem Messegelände in Brno befindet. Die Ausstellung und das Gebäude widerspiegelte eine internationale moderne Designkultur mit sozialistischem Flair, die später als Brüsseler Stil bezeichnet wurde.
Die Architekten erhielten von der tschechoslowakischen Regierung nach der Expo 58 den Staatspreis verliehen.

## Translozierung und spätere Nutzung
Nachdem das modulare Ausstellungskonzept, die Architektur und die Inneneinrichtung mit dem Golden Star Award und 13 weiteren Preisen auf der Expo 58 ausgezeichnet wurde, entschloss sich die tschechoslowakische Regierung nach dem Abbau der Weltausstellung Module des Pavillons an zwei verschiedenen Orten in Prag wieder aufzubauen, um der Bevölkerung die Möglichkeit zu geben, die prämierten Gebäude zu besichtigen.
Während der L-förmige Ausstellungspavillon im Park kultury a oddechu Julia Fučíka, dem zentralen Ausstellungsgelände von Prag, wieder aufgebaut wurde, versetzte man das Restaurant in den Letná-Park. Die Besucher hatten von der Terrasse und dem Restaurant einen hervorragenden Blick über Prager Innenstadt.
Im Brüsseler Pavillon auf dem Ausstellungsgelände Výstaviště Praha fanden seit den 1960er Jahren zahlreiche temporäre Ausstellungen, wie die Allgemeine Tschechoslowakische Ausstellung statt. Am 25. Oktober 1991 wurde der Pavillon durch einen Brand zerstört und musste danach vollständig abgerissen werden.
Das Restaurant-Modul wurde in den Letná-Park versetzt. Seit den 1960er Jahren wurde der Pavillon bis 1991 als international renommiertes Restaurant Expo 58 genutzt. Im Jahr 1991 wurde das Gebäude und das Restaurant privatisiert. Nach mehreren Eigentümerwechseln verfiel das Gebäude Ende der 1990er Jahre zu einer Ruine. Im Jahr 1997 wurde bekannt, dass der neue Eigentümer beabsichtigt, das Gebäude umzubauen und Büroräume darin einzurichten. Der Kulturminister Pavel Dostál forderte 2000 hingegen den Erhalt des Gebäudes in seiner Funktion als Restaurant und hob die Baugenehmigung für den Umbau zunächst auf.
Nach der endgültiger Erteilung der Baugenehmigung im Jahr 2001 wurde die Ruine entkernt und bis auf das Stahlbetonskelett zurückgebaut. In den folgenden Jahren wurde das Gebäude wieder rekonstruiert, jedoch der neuen Nutzung angepasst. Die Architekten versuchten dabei, möglichst viele originale Bauteile, u. a. das blaue, mit Mosaiksteinchen verkleidete Treppenhaus zu erhalten und zu rekonstruieren. Das Gebäude beherbergt heute den Sitz einer internationalen Werbeagentur und ist nur noch im Rahmen von organisierten Veranstaltungen zu besichtigen.
Das Gebäude des ehemaligen Restaurants Expo 58 steht heute unter Denkmalschutz.